# Bunuri mobile din domeniul artă decorativă clasate în patrimoniul cultural național al României aflate în județul Satu Mare
Acestă listă conține bunurile mobile din domeniul artă decorativă clasate în Patrimoniul cultural național al României aflate la momentul clasării în județul Satu Mare.

## Tezaur
| Foto | Informații generale     | Detalii tehnice | Descriere | Deținător             | Legături |
| ---- | ----------------------- | --- | --- | --------------------- | -------- |
|      | Față de masă            | Datare: A doua jumătate a sec. Al XVIII-lea Școală: Școala transilvană Descoperit: Imperiul Habsburgic Material: bumbac; fir metalic; fir de mătase                                                                             | Fața de masă are formă dreptunghiulară, este realizată manual din suport de pânză fină de bumbac pe care sunt brodate elemente decorative. În cele patru colțuri ale piesei se găsesc motive ce reprezintă un balaur. Cei patru balauri sunt poziționați în așa fel, încât corpurile lor formează un cerc. În mijlocul cercului este brodat un miel care ține o săgeată cu vărful în sus. Pe marginile feței de masă, în mijlocul fiecărei laturi sunt amplasate simetric patru motive ce reprezintă un vultur bicefal cu o coroană deasupra capetelor. Broderiile sunt executate printr-o tehnică deosebit de reușită, cele brodate cu fire de mătase sunt puncte musculiță, iar cele cu fire metalice în punct brăduleț. Pe cele două laturi mai lungi ale piesei s-a realizat o tivire foarte fină de tip ajur. Cromatica piesei combină culorile roșu, albastru, verde și auriu. Piesa a fost restaurată în 2003. | Muzeul Județean, Satu | Cimec    |
|      | Față de masă            | Datare: 1690 Școală: Școala transilvană Descoperit: Principatul Transilvaniei Material: pânză albă; fir metalic; fir de mătase                                                                                                  | Fața de masă are formă dreptunghiulară, este realizată manual din suport de pânză albă, pe care sunt brodate motive florale și o inscripție. La cele patru colțuri și în centrul celor patru laturi, pe marginea acestora, se repetă același motiv floral, realizat prin brodare cu fir metalic și fir din mătase roșie, intercalat de inscripția tot brodată, cu fir metalic auriu, care conține mențiunea donației către biserica reformată din Satu Mare, numele donatorului și anul donației, 1690. În centru este brodat un motiv floral dispus sub formă de spirală. | Muzeul Județean, Satu | Cimec    |
|      | Acoperământ             | Datare: 1659 Școală: Necunoscut Descoperit: Medieșu Aurit (?) Material: mătase naturală; tempera | Acoperământul are formă dreptunghiulară, este realizat din mătase naturală din fir de in, pictat cu auriu pe bolus roșu și culori de apă (tempera) și inscripționat. Câmpul central al piesei are ca ornament blazonul familiei Bathory, familia căreia îi aparține probabil defunctul. Pe latura lungă se află inscripția în limba latină. Atât laturile lungi, cât și cele scurte, sunt despărțite pe câmpul central al piesei prin linii de culoare aurie. Restul câmpului este ornat cu flori de rodie și stele pictate cu auriu. Și spatele piesei este inscripționat cu un citat din Biblie (Iov. XIX) în limba maghiară. Restaurarea a fost terminată în 2003. | Muzeul Județean, Satu | Cimec    |
|      | Costum de femeie nobilă | Datare: 1733 Școală: Atelier local Descoperit: Hodod, Imperiul Habsburgic Material: corsetul: mătase naturală, fir metalic (argint aurit); fusta: lână, bumbac, fir metalic; panglica: mătase naturală; voalul: mătase naturală | Costumul, descoperit în timpul săpăturilor arheologice efectuate în cripta familiei Turi din biserica reformată Hodod este format din mai multe elemente: un corset, o fustă, voal (trei fragmente) și o panglică care servea la susținerea voalului pe cap. Corsetul, întărit printr-un suport de oase de balenă, este realizat din mătase naturală de culoare verde, se deschide în față și este decorat cu dantelă realizată din fir de argint aurit. Fusta este realizată din postav maro, decorată la poale cu dantelă din bumbac și fire metalice. Este foarte amplă, încrețită la talie, are și o betelie. Panglica este realizată din mătase naturală maro, decorată cu motive florale stilizate din mătase de culoare mai deschisă. Voalul servind drept acoperământ pentru cap s-a păstrat în trei fragmente de dimensiuni diferite, este realizat din mătase naturală maro.                                | Muzeul Județean, Satu | Cimec    |

## Fond
| Foto | Informații generale                | Detalii tehnice | Descriere | Deținător             | Legături |
| ---- | ---------------------------------- | --- | --- | --------------------- | -------- |
|      | Față de masă                       | Datare: A doua jumătate a sec. al XVIII-lea Școală: Școala transilvană Descoperit: Imperiul Habsburgic Material: in; mătase naturală | Fața de masă are formă patrulateră, este decorată cu motive florale. În cele patru colțuri sunt brodate patru ghirlande formate din flori și frunze. Ghirlandele sunt deschise în partea superioară. Între cele patru ghirlande se află brodat câte un vrej de floare. În mijlocul câmpului ornamental se află un medalion de formă circulară. Cele patru laturi sunt accentuate de un chenar format din frunze. Cromatica: roșu, albastru, bej, tonuri de verde, suportul are culoare albă. Piesa a fost restaurată în anul 1998.                                                                   | Muzeul Județean, Satu | Cimec    |
|      | Față de masă Autor: Majtenyi, Sara | Datare: 1792 Școală: Școala transilvană Descoperit: Imperiul Habsburgic Material: in; fir metalic (argint aurit)                     | Piesa este confecționată din pănzâ de in brodată cu fire metalice în stil baroc. În cele patru colțuri este decorată cu boboci de rodie cu puternică influență turcească. Pe două dintre laturi este brodat cu litere de tipar numele celei care a confecționat sau donat piesa. De jur împrejur piesa este mărginită de un ornament croșetat cu fir de metal. Cromatica predominantă este cea de auriu, întreaga broderie fiind realizată din fir metalic. Piesa a fost restaurată în anul 1998. | Muzeul Județean, Satu | Cimec    |
|      | Față de masă                       | Datare: 1703 Școală: Școala transilvană Descoperit: Principatul Transilvaniei Material: pânză albă; fir metalic și de mătase         | Fața de masă are formă pătrată, este realizată manual din pănză albă pe care sunt brodate motive florale și inscripția. În cele patru colțuri ale piesei se găsește câte un motiv ce reprezintă o ramură înflorită cu fructe (mere). În centrul piesei este brodată în formă circulară inscripția care identifică donatorul și anul efectuării donației. În interiorul inscripției, într-un chenar circular format dintr-o ramură cu flori și fructe așezate alternativ este brodată o pasăre ținând în cioc o ramură (porumbel?). Cromatica piesei este alcătuită din culorile gri, verde și auriu. | Muzeul Județean, Satu | Cimec    |